# Юстін Яворек
Юстін Яворек (чеськ. Justín Javorek, 23 серпня 1932, Братислава — 15 вересня 2021) — чехословацький футболіст, що грав на позиції воротаря. По завершенні ігрової кар'єри — тренер.

## Клубна кар'єра
У дорослому футболі дебютував 1958 року виступами за команду «Татран», в якій провів півтора сезони.
Своєю грою за цю команду привернув увагу представників тренерського штабу «Червена Гвезда» (Братислава), до складу якого приєднався 1959 року. Відіграв за команду з Братислави наступні десять сезонів своєї ігрової кар'єри. За цей час клуб змінив спочатку назву на «Словнафт», а потім на «Інтер». З командою Яворек виборов титул володаря Кубка Мітропи у 1969 році.
Завершив ігрову кар'єру у турецькій команді «Мерсін Ідманюрду», за яку виступав протягом 1969—1970 років.

## Виступи за збірну
У складі національної збірної Чехословаччини був учасником чемпіонату Європи 1960 року у Франції, на якому команда здобула бронзові нагороди, втім так за головну команду країни і не провів жодної гри.

## Кар'єра тренера
Після завершенні ігрової кар'єри розпочав тренерську роботи. Яворек очолював тренерський штаб клубів «Інтер» (Братислава), «Спартак» (Трнава) та  «Татран». Крім того працював у Туроччині, де був головним тренером «Алтаю». Також працював асистентом у клубі ДАК (Дунайська Стреда) та у структурі «Галатасарая».
Останнім місцем тренерської роботи був клуб «Спартак» (Трнава), головним тренером команди якого Юстін Яворек був протягом 1994 року.
Помер 15 вересня 2021 року на 90-му році життя.

## Титули і досягнення
- Володар Кубка Мітропи (1):

«Інтер» (Братислава): 1968/69